# Emil von Schlitz

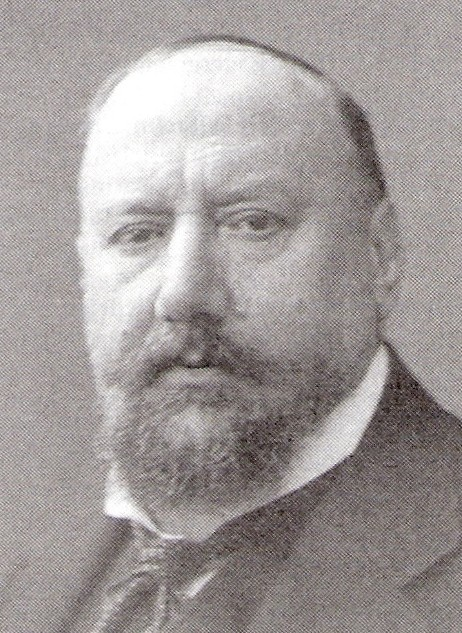
Emil Graf von Schlitz (Hessisches Staatsarchiv Darmstadt).

Emil Friedrich Franz Maximilian Graf von Schlitz genannt von Görtz (15 de febrero de 1851, Berlín - 9 de octubre de 1914, Fráncfort) fue un escultor alemán, noble hessiano, responsable de la política cultural y confidente del Káiser Guillermo II.

## Biografía
Sus padres eran el diplomático Gran Ducal Karl von Schlitz (1822-1885) y la Princesa Ana de Sayn-Wittgenstein (1827-1902). Sus estudios empezaron en la Academia de Bellas Artes de Múnich, bajo las enseñanzas del escultor Joseph Echteler. Asumió el título de "Graf" (Conde) a la muerte de su padre. De 1885 a 1901, fue director de la Escuela de Arte Gran Ducal de Sajonia en Weimar. En 1894, fundó una asociación de pensiones y anualidades para artistas alemanes. 
Era miembro hereditario de la Cámara Alta de los Estados del Gran Ducado de Hesse y sirvió como presidente (una posición que ya había mantenido su padre) de 1900 a 1914.
El Príncipe (después Káiser) Guillermo y él se habían criado juntos, atendiendo a la misma exclusiva escuela privada del famoso pedagogo Georg Ernst Hinzpeter, y se hicieron amigos de por vida. Era parte de lo que era conocido como el "Liebenberger Kreis" (círculo, o mesa redonda), grupo íntimo de consejeros y confidentes. El Káiser era visitante frecuente de las fincas en Görtz. De 1891 a 1910, fue allí cada verano a la caza de faisanes.

## Obra

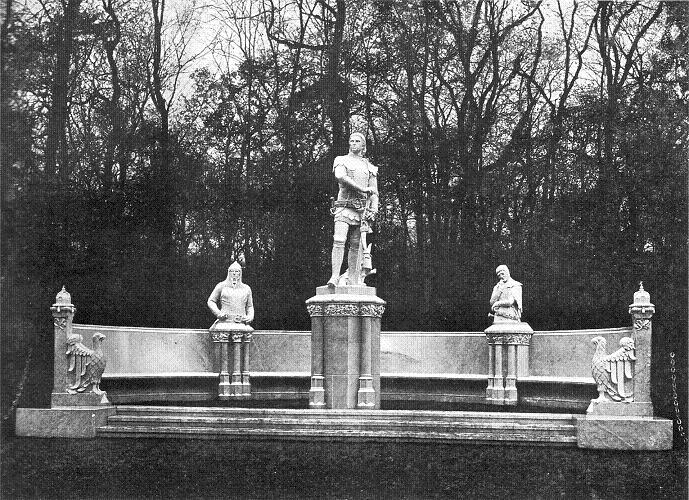
Grupo 11 en la Siegesallee.

Sus esculturas más famosas corresponden a las del Grupo 11 de la Siegesallee (Avenida de la Victoria), consistiendo del Elector Luis II de Brandeburgo como pieza central con Hasso der Rote von Wedel y Friedrich von Lochen, el Landeshauptmann de Altmark en 1346, como figuras laterales. Estas estatuas (junto con la mayoría de las otras en la Siegesallee) sufrieron graves daños en la II Guerra Mundial y actualmente están en exposición en la Ciudadela de Spandau.
Su estatua de Gaspard de Coligny, en frente del Palacio Real de Berlín, desapareció por completo.